# Xã Madison, Quận Richland, Ohio
Xã Madison (tiếng Anh: Madison Township) là một xã thuộc quận Richland, tiểu bang Ohio, Hoa Kỳ. Năm 2010, dân số của xã này là 11.168 người.